# Josef Kovářík
Josef Kovářík (2. února 1868 Prostějov – 11. září 1940 tamtéž) byl český inženýr a podnikatel, spolumajitel firmy Wichterle a Kovářík (Wikov), bratr a obchodní partner podnikatele a pozdějšího československého ministra veřejných prací Františka Kováříka.

## Životopis

### Mládí
František Kovářík byl synem prostějovského tkalce Josefa Kováříka, který pocházel z Chropyně. Po maturitě Josef Kovářík vystudoval strojírenství a získal titul inženýra. Oženil se s Ludmilou Neumannovou, dcerou uzenáře z Prostějova.

### Podnikatel

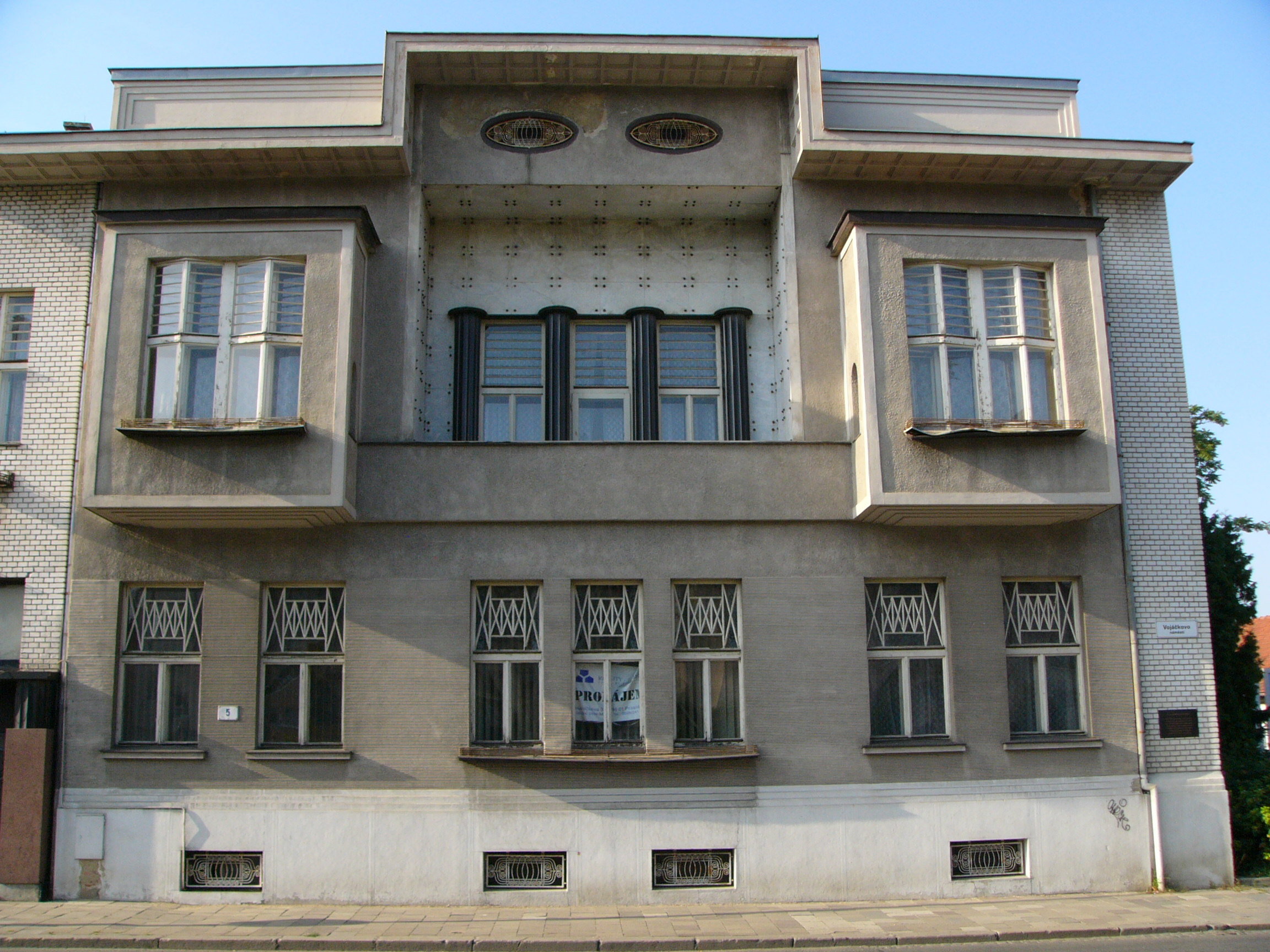
Vila Josefa Kováříka v Prostějově z roku 1911 (2007)

Po studiích se vrátil zpět do Prostějova. Roku 1894 zde nedaleko Wichterleho strojírny založil továrny, nejprve na pluhy a hospodářské stroje, posléze réž parní lokomobily a motory. Roku 1896 do firmy přistoupil jeho starší bratr Ing. František Kovářík, vznikla tak firma F. a J. Kovářík, továrna strojů a slévárna Prostějov, která postupně rozšiřovala svůj sortiment a vyráběla žací stroje, plynové, benzinové a naftové motory, čerpadla, mlátičky a další zemědělské stroje.
V roce 1909 firma F. a J. Kovářík zažila stagnaci a změnila se na Prostějovskou akciovou továrnu na stroje a motory F. a J. Kovářík. Roku 1918 se firma sloučila s konkurenční společností Františka Wichterleho a vznikla firma Wichterle a Kovářík, akciová společnost (zkráceně Wikov). To umožnilo další rozvoj a rozšiřování výroby.
V letech 1910–1912 si se svým bratrem Františkem nechali postavit reprezentativní secesní rodinná sídla uprostřed městské zástavby. Secesní dům Ing. Josefa Kováříka v Prostějově podle návrhu architekta Emila Králíka postavila místní stavitelská firma Konečný-Nedělník.

### Úmrtí
Josef Kovářík zemřel 11. září 1940 v Prostějově a byl pohřben v rodinné hrobce na místním městském hřbitově.